# 布里斯滕湖
46°45′03″N 8°41′24″E / 46.75083°N 8.69000°E
布里斯滕湖（Bristensee），是瑞士的水庫，位於該國中部，由烏里州負責管轄，處於布里斯滕山腳，面積0.02平方公里，該湖泊海拔高度2,095米，最大水深6.5米。